# Milan Perič (malíř)
Milan Perič (* 22. února 1957 Praha) je český malíř, sochař a hudebník, organizátor undergroundových výstav a výtvarných akcí ve Svárově u Kladna.

## Život
Vystudoval Vysokou školu ekonomickou a poté složil přijímací zkoušky na Akademii výtvarných umění v Praze, kde studoval nadvakrát. Poprvé v krajinářské škole za normalizace na konci osmdesátých let v letech 1986–1987 u profesora Jiřího Karmazína, poté ateliér opustil a na AVU nastoupil znovu až na začátku 90. let a v letech 1990–1993 studoval v ateliéru intermediální tvorby u profesora Milana Knížáka. Od roku 1995 v tomto ateliéru pracoval jako odborný asistent ve spolupráci s Janem Machem, členem hudební a umělecké skupiny Aktual. Na konci osmdesátých let uspořádal V. konfrontaci výtvarného umění na statku u Kladna (Svárov). Určitou dobu[kdy?] strávil v emigraci.

## Tvorba
Během 80. let se Perič věnoval zejména malbě obrazů (cyklus Andělé posledního soudu), od 90. let i vytváření instalací, objektů a performancí (Transmutace, instalace Havrani aj.). Zabýval se studiem megalitických staveb a malbou krajiny. Jeho nejvýznamnějším počinem byly tzv. „svárovské konfrontace“ (první byla uspořádána v roce 1986). Konají se od té doby pravidelně, vždy na statku Peričovy rodiny.[zdroj?] Výtvarné konfrontace se svým složením a bohatou účastí nezávislých umělců v osmdesátých letech staly jednou z výrazných akcí tehdejšího undergroundu, působícího v socialistickém Československu. Jak se uvádí: underground v ČSSR byl skutečným sestoupením do „podzemí“ společnosti. Od té doby Milan Perič v tradici Svárovských konfrontací pokračuje a založil umělecké seskupení Sdružení Svárov.

## V. Konfrontace Svárov u Kladna
Od roku 1984 do roku 1987 se konala výstavní řada nazvaná „Konfrontace“, první organizoval Jiří David. Účastnili se jí tehdejší nastupující umělci jako byli Petr Nikl, skupina Tvrdohlaví, Otto Placht, Vladimír Skrepl, Martin Mainer a další. Konfrontací bylo celkem šest a jen jedna se konala mimo Prahu. Byla to Konfrontace číslo 5, psána římsky V., a probíhala od 10. až 12. října 1986 na zahradě a v rozvalených hospodářských budovách statku rodiny Milana Periče ve Svárově u Kladna. Místa všech konfrontací:
1. Konfrontace – v Praze Smíchově, Grafická 31, v ateliéru Jiřího Davida, v červnu 1984.
2. Konfrontace – ve starém činžovním domě v Praze Vršovicích, Krymská č. Dům měl v pronájmu student Akademie výtvarných umění v Praze.
3. Konfrontace – 31. 5. 1985 v domě Magdaleny Rainišové na Kladně.
4. Konfrontace – v Praze Smíchově, Mozartova 7, 22. až 24. dubna 1986.
5. Konfrontace – 10. až 12. října 1986 na zahradě a v rozvalených hospodářských budovách statku Milana Periče ve Svárově u Kladna. Někdy se tato výstava označuje jako "Na Kladně".
6. Konfrontace – uskutečněna na rozlehlém dvoře bloku ve Špitálské ulici ve Vysočanech 30. 5. a 31. 5. 1987.
Seznam vystavujících na Svárově 10. – 12. října 1986:
- Erika Bornová
- Michal Bouzek
- Lukáš Bradáček
- Tomáš Císařovský
- Jiří David
- Markéta Davidová
- Stanislav Diviš
- Jana Durišová
- Michal Fidra
- Michal Gabriel
- Pavel Host /Rostislav Novák/
- Vladimír Kafka
- Richard Konvička
- Mario Kotrba
- Jiří Kovanda
- Vladimír Krčmář
- Petr Lysáček?
- Aleš Najbrt
- Martin Němec
- Petr Nikl - poprvé vystoupil se svojí loutkovou produkcí[7]
- Petr Otto
- Otto Placht
- Petr Pouba
- Magdalena Rainišová
- Martina Riedlbauchová
- Jaroslav Róna
- František Skála[8]
- Vladimír Skrepl
- Petr Sládek
- Ladislav Sorokáč
- Antonín Střížek
- Marie Suchánková
- Monika Ševčíková
- Kateřina Štenclová
- Oldřich Tichý
- Jan Vágner
- Vít Vejražka
- Eva Vejražková
- Iveta Dušková
- Laco Teren (?)

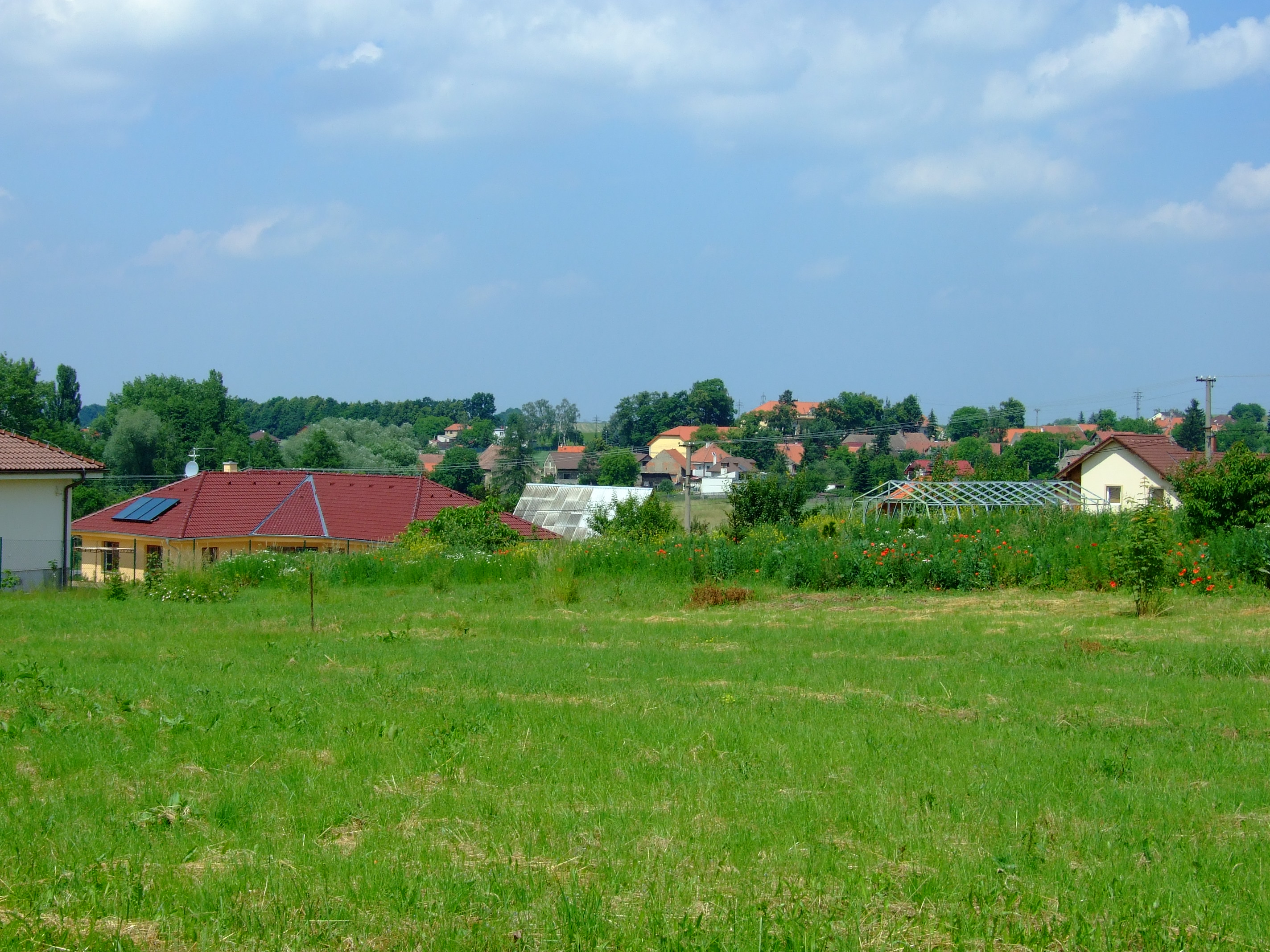
Svárov u Kladna (2008)

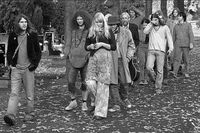
Svárovská konfrontace, 80. léta

Někdy se uvádí i Martin Mainer, ten konfrontaci označuje jako "Na Kladně". Marcela Lysáčková připravila pro vernisáž módní přehlídku ze svých návrhů. A Petr Nikl zahrál loutkové divadlo. Bylo to poprvé, kdy vystoupil se svými loutkami veřejně. O výstavě byly publikovány recenze v samizdatové publikaci Někdo něco č.5 a č.6.

## Někdo něco: Několik slov ke Konfrontacím 1984-86
Někdo něco č.5 – s. 6 a 7, cit.: "Poslední konfrontace v dubnu letošního roku nevybočila svým celkovým pojetím z řady předchozích akcí: i zde byl příchozí vtažen do anti-galerijních prostorů (tentokrát do sklepů a účinně pojednaného dvora) a obklopen hustě navěšeným uměním. Avšak výraz této akce, její působení byly jiné: částečně se změnil okruh vystavujících a instalace byla rozvážnější. Radostný výbuch provázející Vršovice(a potlačený už na výstavě v Kladně) se vytratil. Divák byl provázen dojmem, že radikální reakce a důvěřivé přijímání nové vlny jsou vystřídány promyšleným zacházením estetiky new-artu, jsou zasaženy problematičtějším viděním situace i otázkou, co bude dál. Hltavci novot, očekávající stále nové, byli zklamáni, když se setkali s tím, co už snad jednou viděli. Jenže nová vlna nemůže být nová věčně .."
Někdo něco č.6 – s.31–36, autor: Pépé, Vzpomínka na Svárov, cit.: "Každopádně patronát, který přísluší současným Konfrontacím, je mimořádně příznivý a šťastný, protože umožňuje dnešním mladým daleko spontánnější projev než bezprostředně minulým generacím, vyzývá k tvořivému uvolnění, nechává uplatnit maximum fantazie a obraznosti a dává alespoň iluzi svobody...!". Konfrontace byly probouzením národa. Nebyly nabity tak silnou duchovní atmosférou jako na příklad výstavy v Hostinném, nebo ještě i v Malechově, ani neměly sílu odhodlaného překročení hranice strachu jako koncerty DG 307 či Plastiků, ale měly v sobě pozitivní ráz civilní aktivity s funkční mírou odvahy, rozumu i emocí.

## Pedagogická činnost
Od roku 1995 působí na Akademii výtvarných umění v Praze jako odborný asistent v Intermediální škole profesora Milana Knížáka. S akademikem Jiřím T. Kotalíkem připravil výstavu Diplomanti AVU 2008.

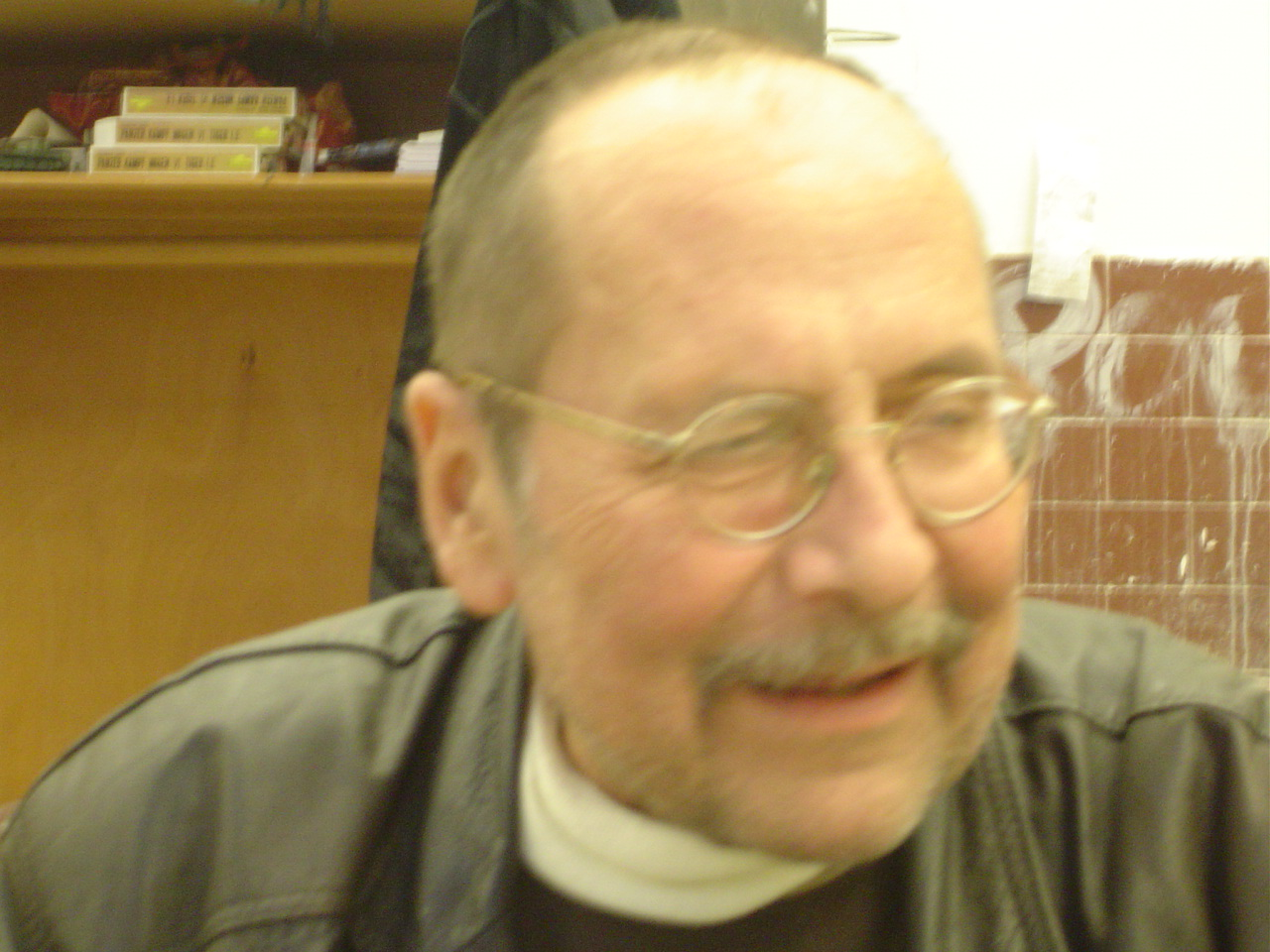
Jan Mach

## Výstavy

### S Janem Machem
- 1998/04/07 – 1998/04/27: Jan Mach, Milan Perič: Tvor MA-CHPE-RÝČ, Galerie Caesar, Olomouc

### Samostatné výstavy
- 2007 Happy people, Galerie XXL Louny
- 2005–2006 Písařík, Perič, Veletržní palác, Národní galerie Praha
- Kresby a obrazy, galerie Ve věži Mělník, spolu s Alešem Havlíčkem
- 2006 Krajiny, Městské divadlo Čáslav
- Galerie U orloje, spolu s P. Ottem
- Galerie u černého pavouka, Ostrava, spolu s Miroslavem Peschem
- 2002 Galerie u černého pavouka, Ostrava, spolu s Alešem Havlíčkem
- 1998 Galerie Sklep, Plzeň, spolu s J. M. Machem
- Galerie Atrium, Praha
- 1999 Divadlo Járy Cimrmana, Praha
- Divadlo Archa, spolu s Ginette Vachon
- 2003 Vanitas, Galerie N, Praha
- 1996 Galerie AVU, společně s J. Machem a M. Knížákem
- 1992 Galerie Fronta, spolu s Vl. Kafkou
- 1991 Friedberg, Hessen, Německo
- 1990 Nová síň Praha, skupina Svárov
- 1989 Malostranská beseda, spolu s Vl. Kafkou
- „Tvor MA – CHPE- RÝČ“, Galerie Caesar Olomouc, spolu s J.M. Machem
- „Menhiry“, Galerie JNJ, spolu s Ginette Vachon

### Výstavy skupinové
- 1986 Konfrontace V. Svárov
- 1987 Konfrontace VI. Praha
- Konfrontace VII. Svárov
- 1989 Konfrontace VIII. Svárov
- Dům u kamenného zvonu Praha
- 1990 Špálova galerie Praha
- Vodní tvrz Praha /skupina Svárov /
- De Fabriek Eindhoven – Holandsko
- Open Haven Muzeum Amsterdam - Holandsko
- 1991 / La peniche Opera Praha
- 1992 Karolinum Praha /skupina Svárov/
- Galerie Půda Olomouc /skupina Svárov/
- Výstaviště Brno – „Výlet do postmoderny“
- Národní galerie Bratislava – „Výlet do postmoderny“
- 1993 Konfrontace IX. Svárov
- Karolinum Praha /výstava diplomantů AVU/
- IAA Frankfurt am Main - SRN
- Západočeská galerie Masné krámy Plzeň /skupina Svárov/
- 1994 Kunstpalast Düsseldorf / AVU Praha /
- "Netz Europe" Linz Rakousko
- 1995 projekt SERPENS Libeňská synagoga Na Palmovce
- 1996 Konfrontace X. Svárov
- 1998 „Kameny“ / galerie AVU v Praze /
- „Zelená“ / galerie AVU v Praze /
- 1999 „Neplánované spojení“ /Mánes Praha/
- 2000 „Konec světa ?“ Kinský palác Praha
- „100x100“ Galerie Caeasar Olomouc
- 2001 „Machův šachový kroužek aneb Knížák vystavuje taky“ Kramářova galerie Praha
- 2002 „Možnosti proměny II“ Galerie Františka Drtikola Příbram
- 2003 Výstava ateliéru prof Knížák AJG Wortnerův dům České Budějovice
- Konfrontace Svárov
- 2004 Andělé a jiné bytosti, Galerie české plastiky, Praha
- 2005 Intermediální ateliér AVU Galerie XXL, Louny
- Florálie Galerie české plastiky, Praha
- Intermediální ateliér Galerie Art Factory Praha
- Sculpture Grande
- 2005 Praha veřejný prostor
- Mezinárodní bienále současného umění
- 2005 Praha Národní galerie Veletržní palác
- 2006 Kozel - Kozel Galerie XXL, Louny
- Sculpture Grande, Praha
- Výstava Intermediální školy AVU, České centrum Moskva, Rusko
- 2007 Vstříc zářivým zítřkům, Městské muzeum Svitavy
- Jakub Špaňhel a přátelé Městská galerie Karviná

## Zastoupení
- Národní galerie v Praze
- Muzeum českého výtvarného umění v Praze
- soukromé sbírky v ČSR, v SRN, ve Švýcarsku, v Kanadě, v Nizozemí a ve Švédsku

Od roku 1988 člen skupiny „Svárov“.

### Články
- http://katalog.upm.cz/cgi-bin/k6?ST=03&L=04&KOD=00&PZ=05&JAK=L&KDE=037&RET=Konfrontace+%3A+Sv%A0rov+%2796 Archivováno 8. 10. 2011 na Wayback Machine.